# IC 1562
IC 1562 — галактика типу SBc () у сузір'ї Кит.
Цей об'єкт міститься в оригінальній редакції індексного каталогу.